# Hans Sixt von Staufen
Meister Hans Sixt von Staufen war ein oberrheinischer Holz- und Steinbildhauer der Spätgotik. Sicher nachgewiesen sind Werke von ihm von 1515 bis 1532.

## Leben
Sixt von Staufen ist nur dadurch noch bekannt, dass sich zu einigen seiner Werke archivalische Belege erhalten haben. Die Skulptur war in Europa am Ende des 15. Jahrhunderts noch nicht in den Rang der freien Künste erhoben worden. Ihre Schöpfer waren Handwerksmeister, die Arbeiten ausführten, welche ihnen der freie Geist ihrer Auftraggeber vorgegeben hatte. So sah sich Sixt von Staufen im mittelalterlichen Sinn nicht als „Künstler“ an und trat hinter seinen Werken zurück, obgleich es zu seiner Zeit schon üblich wurde, Bildwerke und Gemälde zu bezeichnen, wie an den Hochaltären des Freiburger Münsters von Hans Baldung und des Breisacher Münsters von Meister HL zu sehen ist.
In den Rechnungsbüchern der Freiburger Münsterfabrik und des Freiburger Kaufhauses wird er „Sixt von Stoufen“ oder „Bildhauer von Stoufen“ genannt. Er stammte also aus Staufen. Zwischen 1515 und 1532 führte er in Freiburg Werke aus, die aber nicht alle bekannt sind. Das geschah offenbar von seiner Werkstatt in Staufen aus, denn er erhielt auch Fuhrlohn für den Transport seiner Schnitzereien.
In den Archivalien Staufens findet sich kein Hinweis auf das Geburts- und Todesjahr, und die Kirchenbücher, in denen diese Daten aufgeführt gewesen sein müssen, sind verbrannt. „Sixt, Bildhower“ ist allerdings im Steuerbuch Staufens von 1528 nachweisbar. 1525 macht ein „Hans Sigrist“ eine Jahrgangsstiftung und 1534 leistet ein „Hans Sixten“ Abgaben als Besitzer eines Gartengrundstücks. Eine „Jahrzeit“, also die kirchliche Fürbitte für die Seele am Jahrestag des Todes eines „Hans Sixstein“ (Sigstein], ist im Jahrzeitbuch der Staufener Pfarrkirche ohne genaues Datum in der Mitte des 16. Jahrhunderts vermerkt. Zumeist wird „Sixt, Bildhower“ mit „Hans Sixten“ gleichgesetzt, sodass daraus der der volle Namen des Künstlers bekannt wäre. Wenn man auch eine Identität mit „Hans Sixstein“ (Sigstein) annimmt, hätte Sixt um 1550 nicht mehr gelebt.

## Ausbildung
Allgemein wird eine Verbindung der Werke des Sixt zu Nürnberger und Würzburger Bildhauerarbeiten gesehen. Wenn er nicht Riemenschneider-Schüler war, so ist jedenfalls zu vermuten, dass er auf der Wanderschaft solche Arbeiten kennengelernt hatte.

## Werke

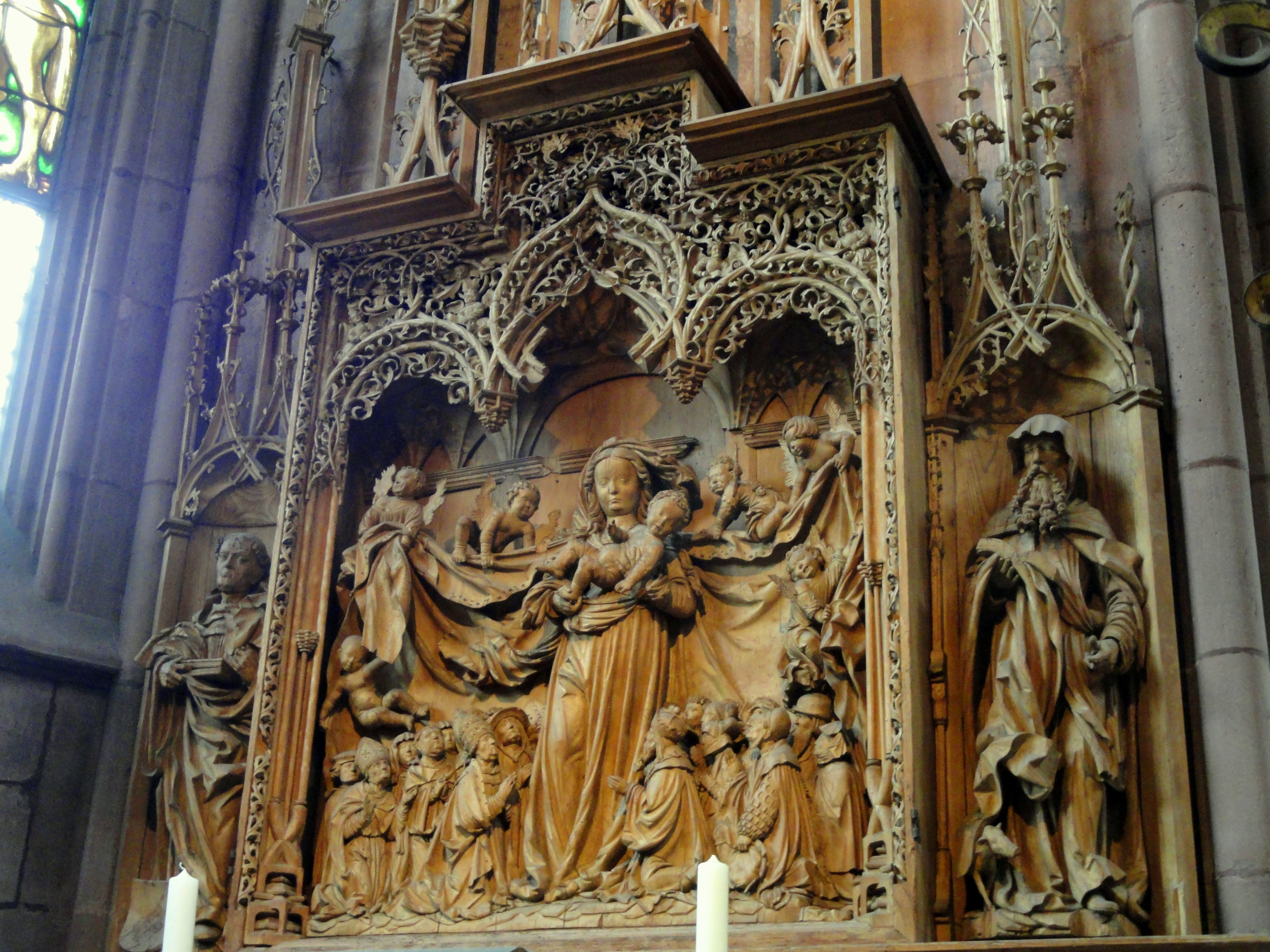
Schutzmantelmadonna in der Lochererkapelle

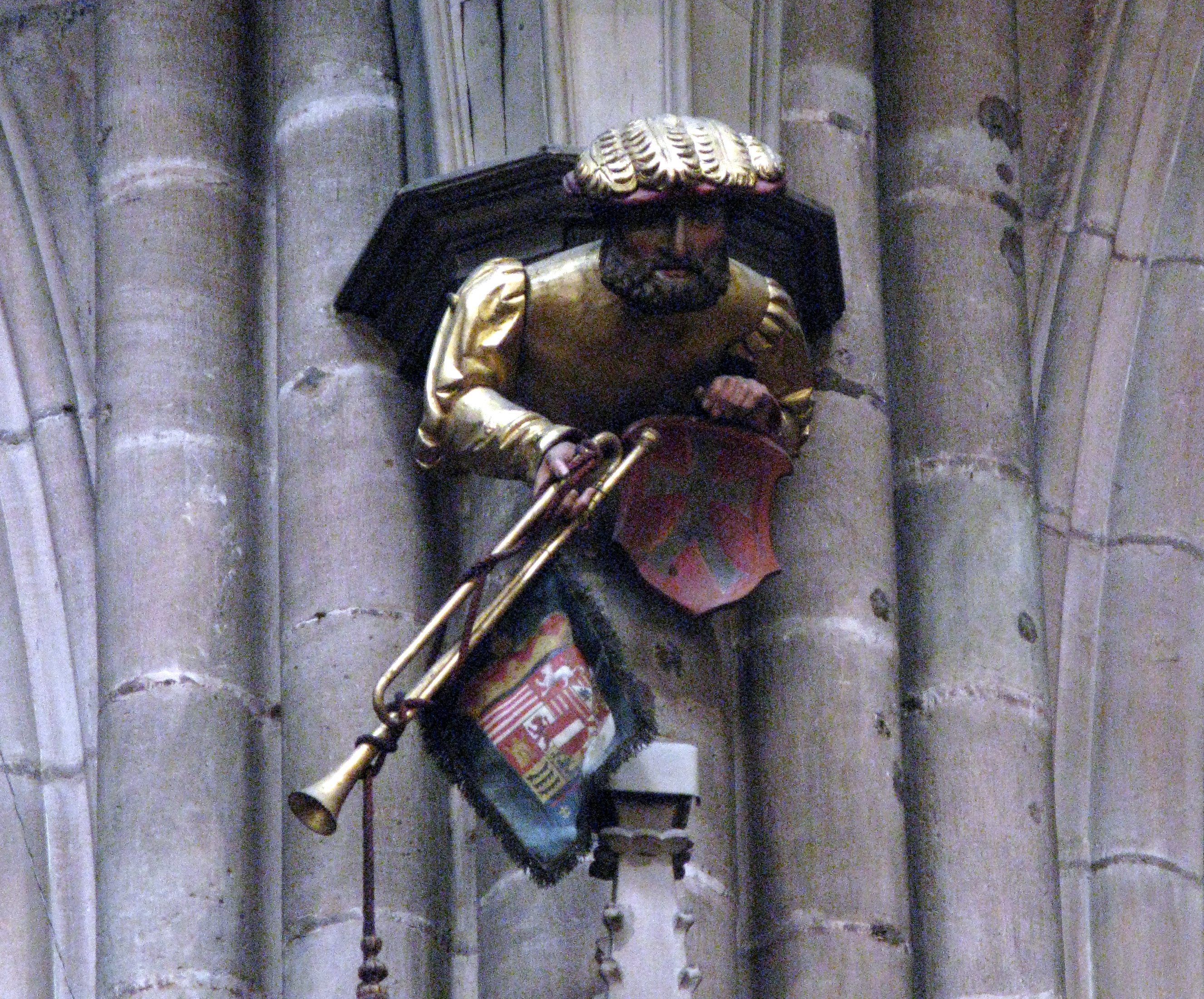
Roraffe der Schwalbennestorgel

### Archivalisch gesicherte Werke
- 1517 erhält Sixt eine Nachzahlung für ein 1515 ausgeführtes Werk, das aber heute nicht bekannt ist. 1518 werden ihm 6 Gulden 5 Schilling ausbezahlt für ebenfalls nicht identifizierte „zwey bilden zu hauwen in sant maria madalenen körlin“.
- 1521 bis 1524 schafft Sixt sein Hauptwerk, den Schutzmantelaltar in der Lochererkapelle im Freiburger Münster. Er ist einer der wenigen fast vollständig erhaltenen und noch am ursprünglichen Aufstellungsort stehenden Schnitzaltäre der Spätgotik. Mit dem fast 6,5 m hohen Gesprenge reicht er fast bis zur vollen Höhe der Chorkapelle. Er ist „ein typisches Übergangswerk des ausgehenden Mittelalters und der beginnenden Neuzeit: Während die architektonische Gestaltung mit dem hochrechteckigen, abgetreppten Schrein und dem monumentalen Gesprenge noch ganz dem Geschmack der Spätgotik entspricht, zeigen die Figuren schon renaissancehafte Züge. So die Schutzsuchenden mit ihren individuellen Gesichtern und den realistisch wiedergegebenen, zeitgemäßen Gewändern, die kräftigen als Naturburschen gebildeten Kinderengel und auch Maria, die nicht mehr als unnahbare, entrückte Madonna, sondern als eine bodenständig junge Frau erscheint“.[5]
- 1527 wird an Sixt für eine weitere Arbeit im Freiburger Münster ein Gulden gezahlt, mit dem Vermerk „von Bossen (Konsolsteinen) uff den pfiler“. „Damit können nur die steinernen Konsolen am Levitenstuhl gemeint sein, auf denen Engelputten die Wappenschilde der Stadt und Münsterhütte halten. Ihre lebhaft bewegten, dicken Körper und munteren, pfiffigen Gesichter sind den Engelchen im Lochereraltar so verwandt, daß wohl kein Zweifel an der Meisterschaft des Staufeners aufkommen kann“.[6] Diese Engelskonsolen befinden sich hinter dem Levitenstuhl an der Chorumgangswand beim Abstieg in die Bischofsgruft.[7]
- 1530 erhält Sixt einen Gulden und fünf Schilling für „den roraffen an die Orgel“. Das ist die bewegliche Halbfigur eines Mannes an der Langschifforgel des Freiburger Münsters, der, wenn der Organist zu Beginn eines Konzerts den Roraffenzug betätigt, seine Trompete zum Mund hebt.[8]
- Schließlich führt Sixt 1530 bis 1532 einen „ganz besonders ehrenvollen Auftrag in Freiburg“ am neu erbauten Kaufhaus aus, nämlich die „Standbilder der Herrscher aus dem Haus Habsburg, die in prunkvollen, modischen Rüstungen auf Konsolen an der Fassade stehen. Es sind Kaiser Maximilian I., der ‚letzte Ritter‘, sein jungverstorbener Sohn Philipp von Burgund, seine Enkel, der damals regierende Kaiser Karl V. und der Landesherr Ferdinand. Die Antlitze der Fürsten sind ‚naturgetreu‘ nach Bildnissen wiedergegeben und die Rüstungen mit großer Genauigkeit abgebildet. Damit folgt Sixt dem Wunsch der Zeit nach genauer Darstellung des Individuellen, Persönlichen und der Verschiedenartigkeit der Stoffe. Außer den Standbildern stammen auch die schönen Erkerreliefs mit den vielteiligen Wappen der österreichischen Erbländer am Kaufhaus von dem Meister“.[9]

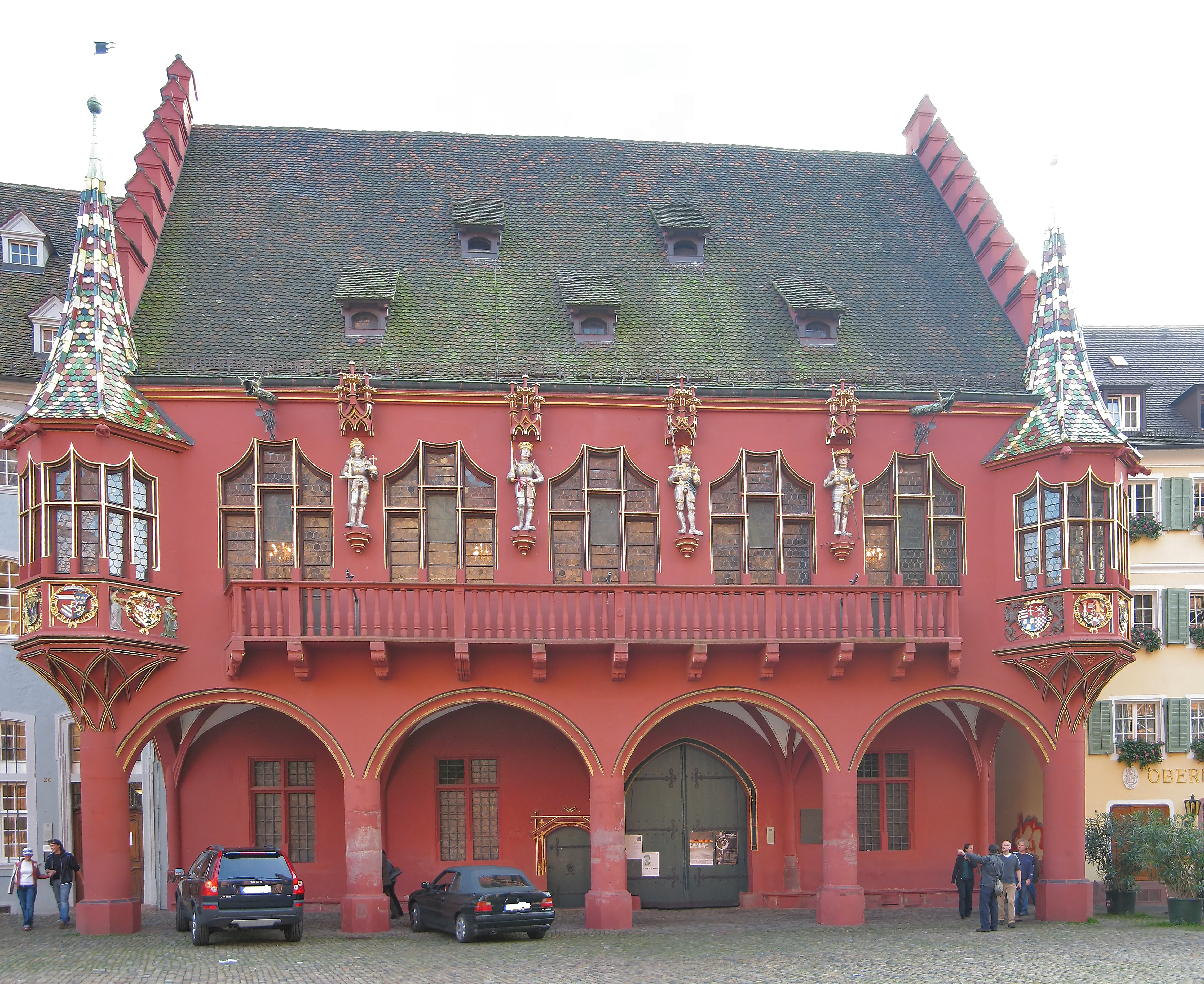
Das Historische Kaufhaus
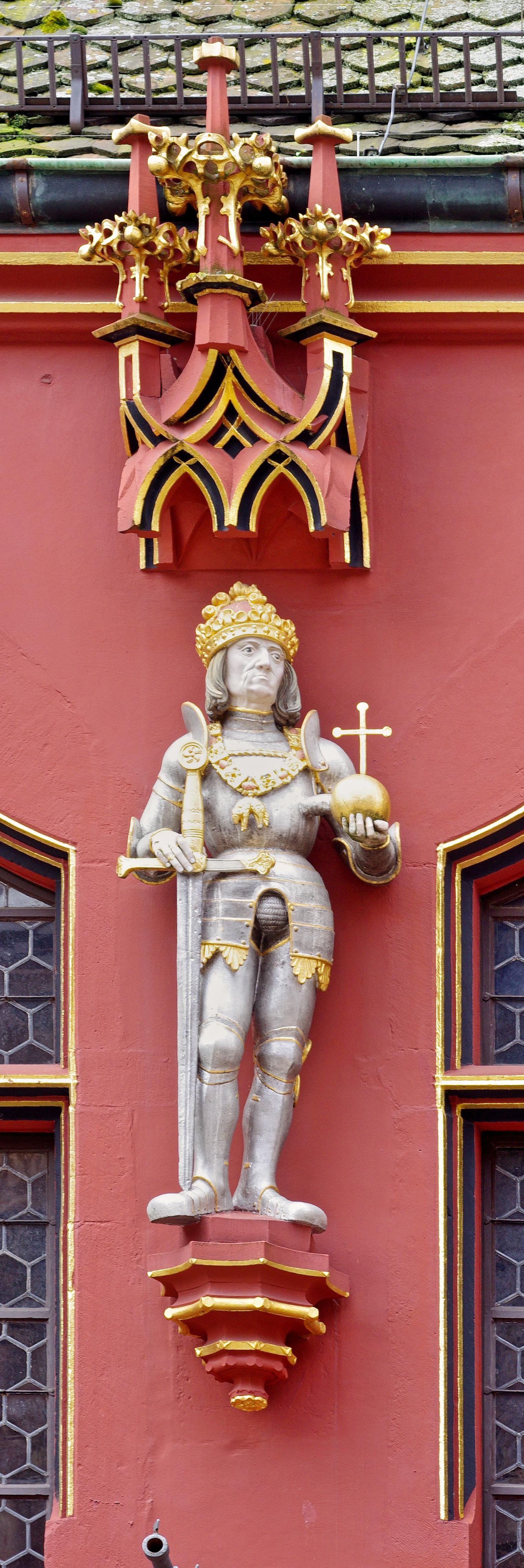
Kaiser Maximilian I.
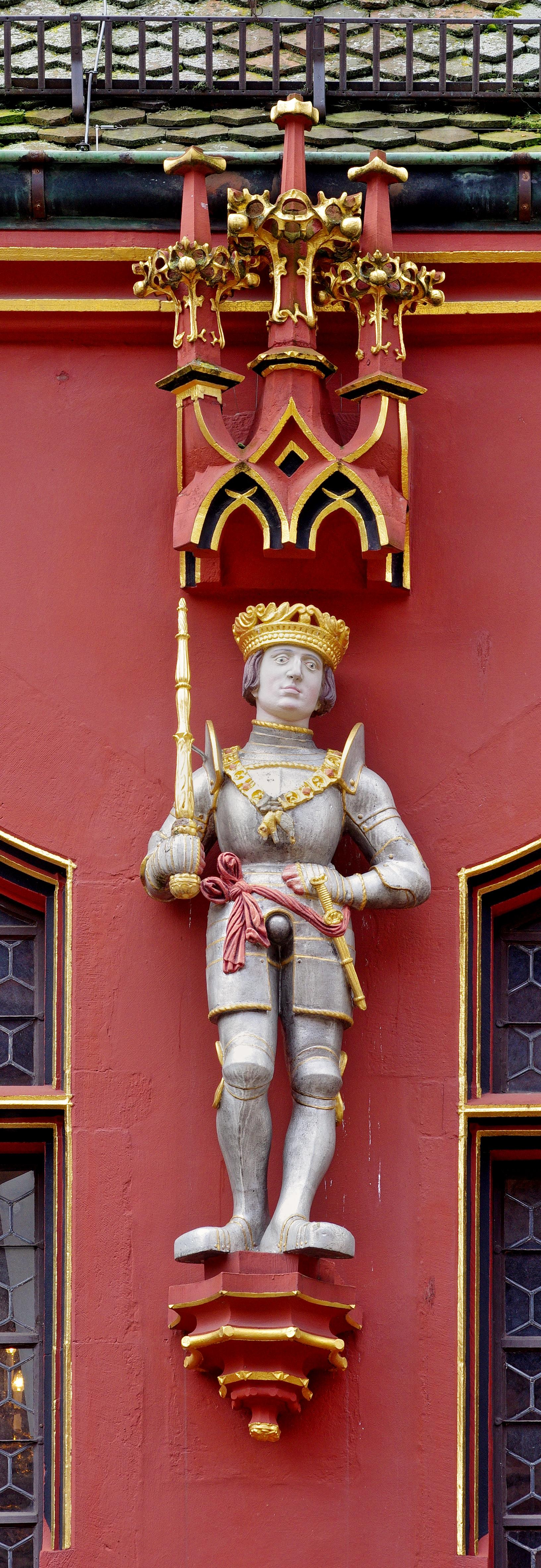
Philipp I. von Burgund
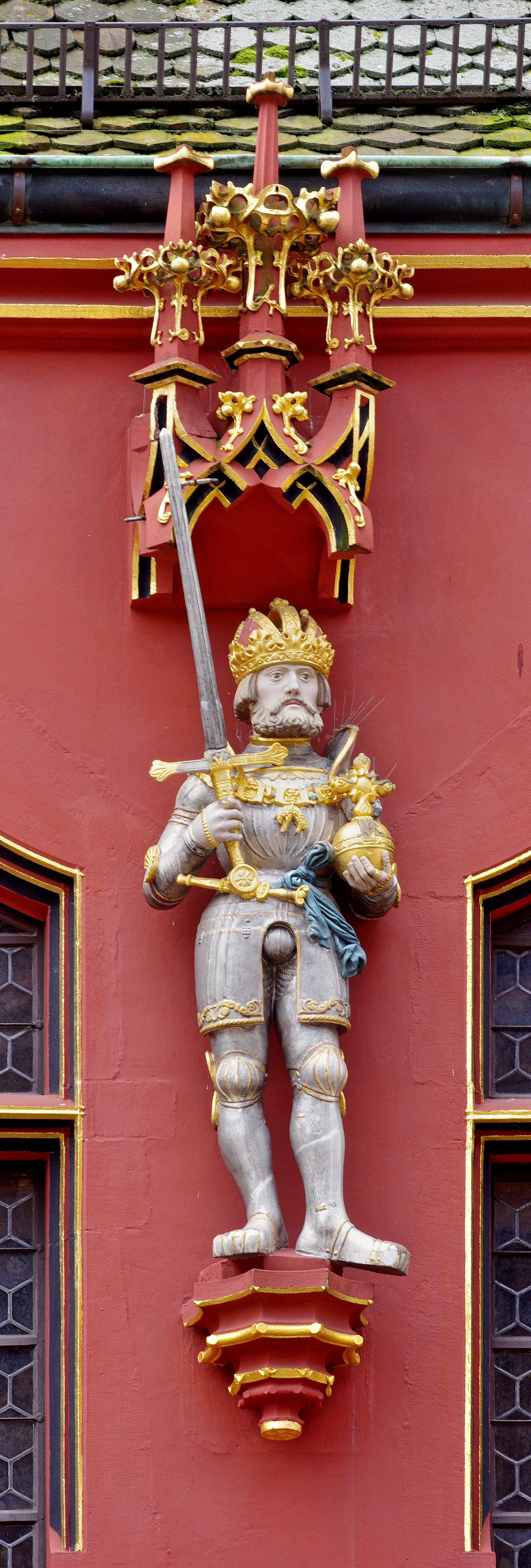
Kaiser Karl V.
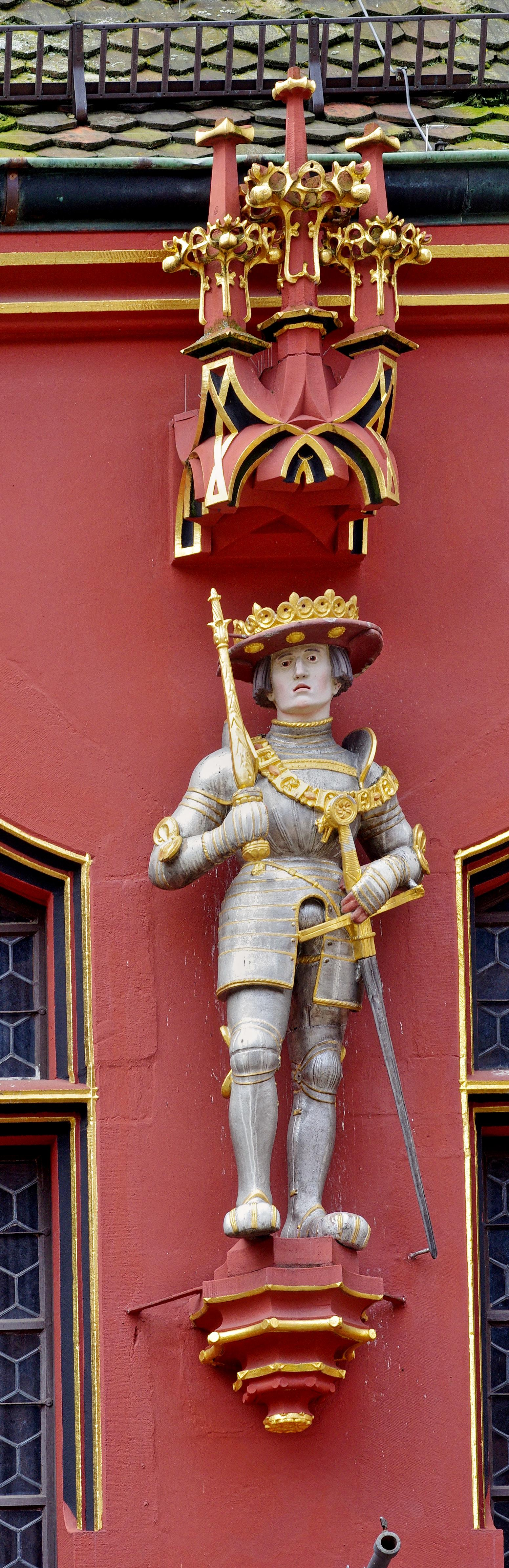
Kaiser Ferdinand I.

### Zugeschriebene Werke
Bei der gegebenen Urkundenlage müssen alle Zuschreibungen von Werken an Sixt Vermutungen bleiben. „Die übereifrige Forschung“ hatte ihm sogar den Breisacher Hochaltar und verwandte Werke zuschreiben wollen. Es seien deshalb nur zwei oft genannte, wenn auch nicht unumstrittene Werke aufgeführt, möglicherweise das erste und das letzte bekannte Werk des Sixt.
- Den Schnitzaltar, der nach seiner Restaurierung wieder in der Vituskapelle in Wasenweiler steht[13], hätte Sixt gleich nach seiner Lehrzeit in Franken geschaffen. „Die liebliche Marienfigur der mittleren Nische wird seitlich von einem Bischof und einem Diakon begleitet. Viele Einzelheiten der Schnitzerei stimmen mit dem Lochereraltar überein und ebenso mit Werken Riemenschneiders. Dieser Altar wird zwischen 1510 und 1515 entstanden sein und wäre damit Sixtens frühestes Werk“.[14]

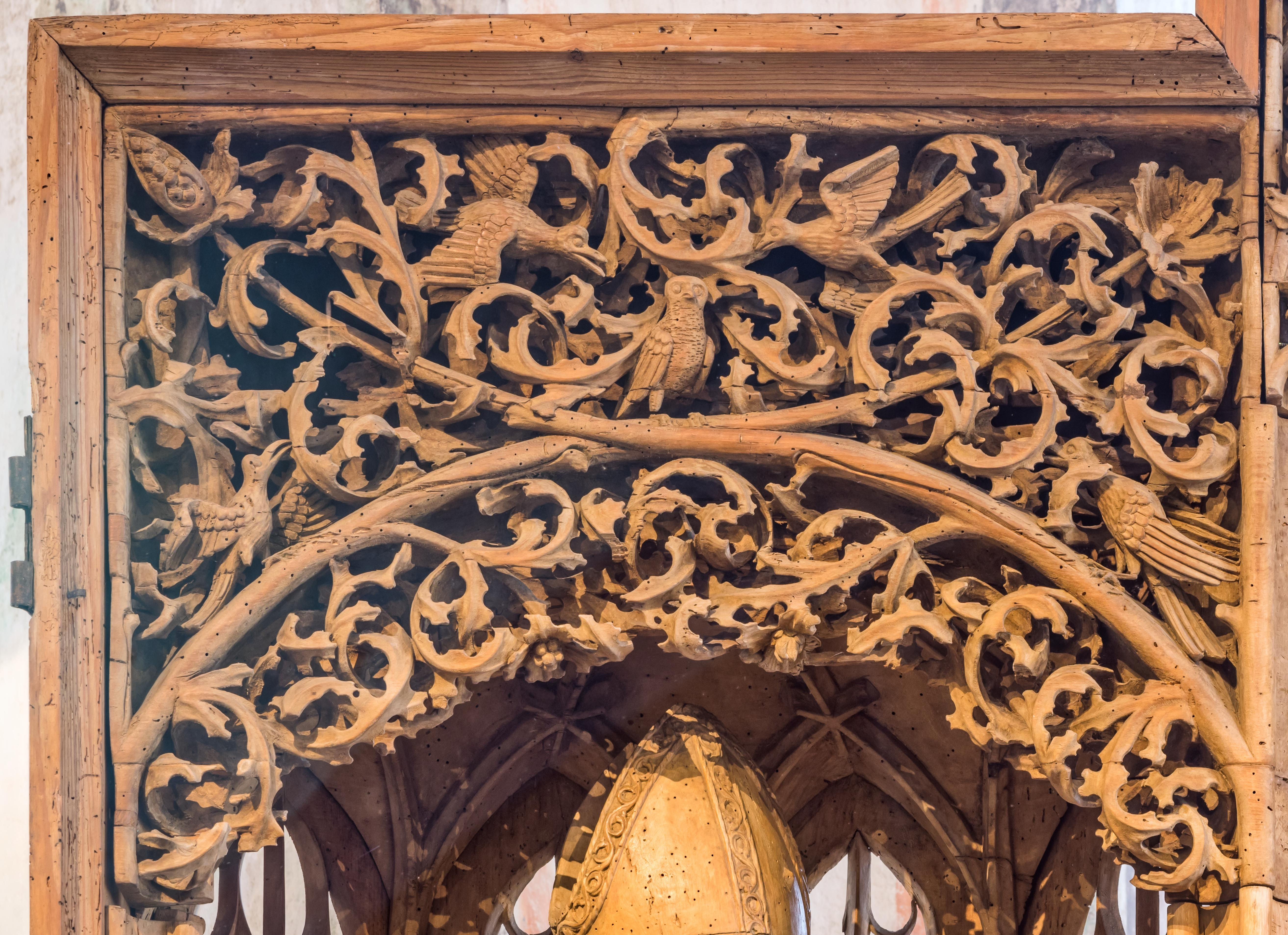
Rankenschleier über dem Hl. Nikolaus als Bischof in vollem Ornat
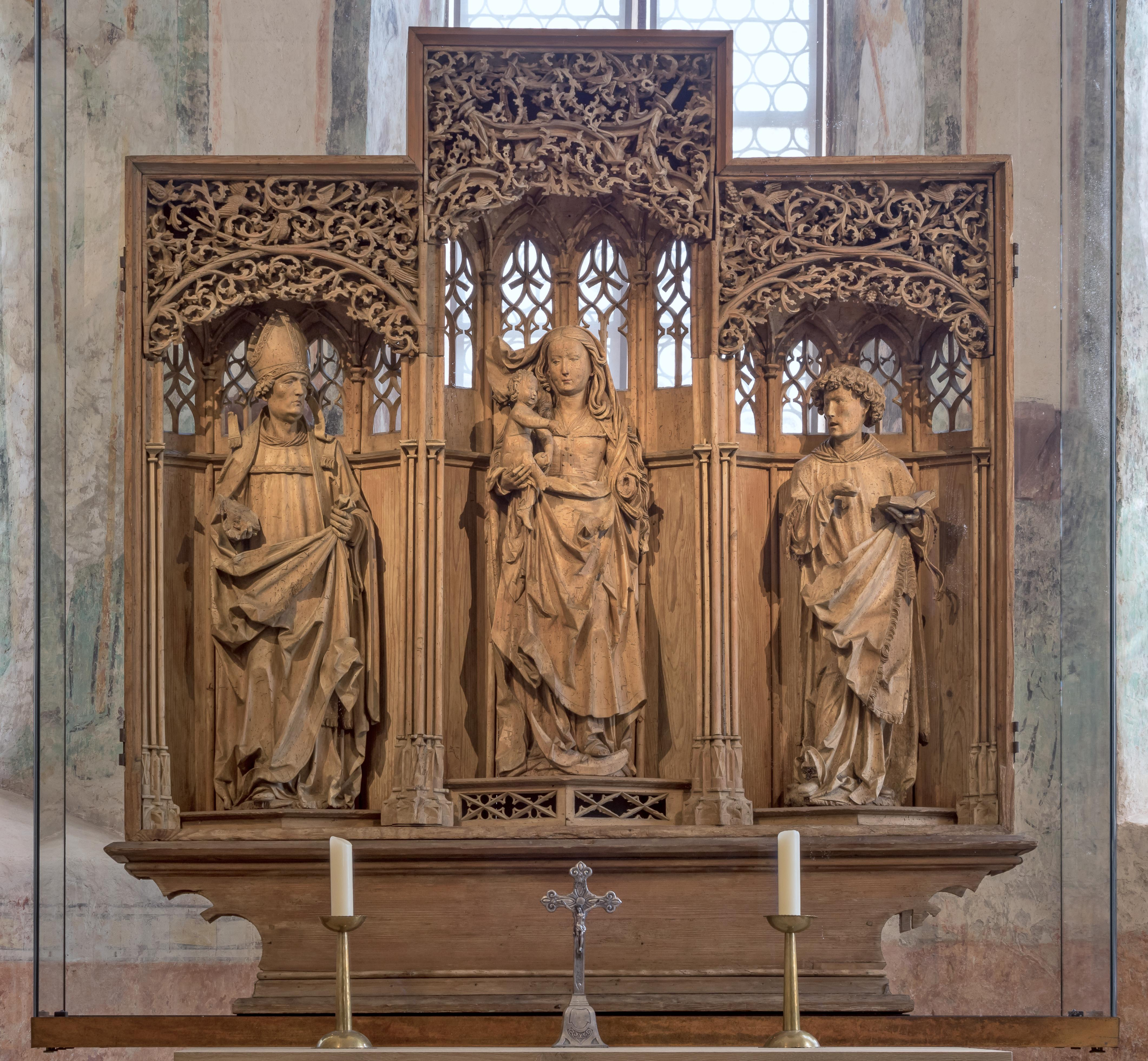
Gesamtansicht des Schnitzaltars in St. Vitus, Wasenweiler
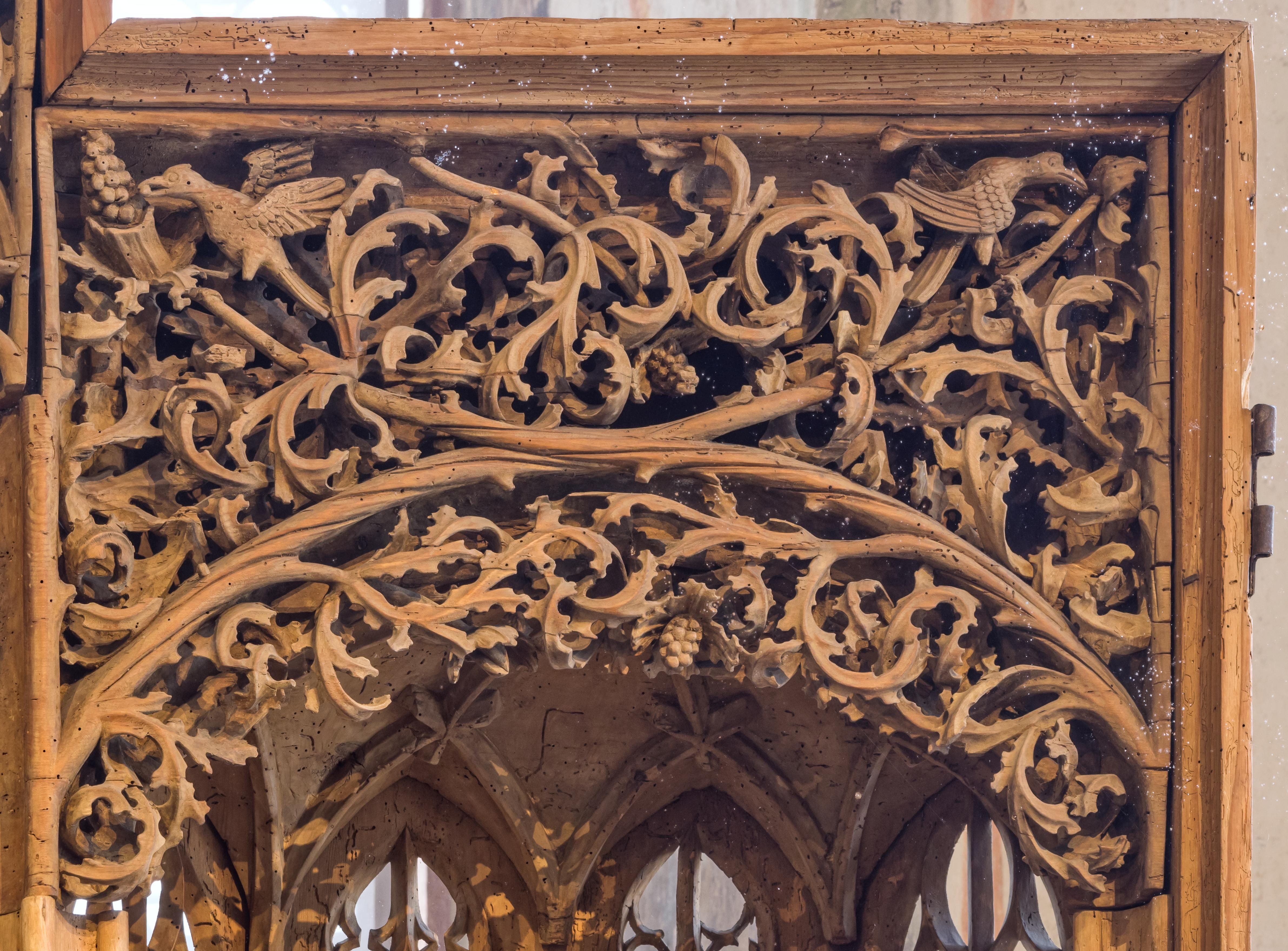
Rankenschleier über dem Diakon, wohl St. Laurentius oder St. Stephanus

- 1545 werden „dem Bildmacher von dem Mergenbild (Marienbild) uf die Orgel“ drei Gulden und fünfzehn Schilling ausbezahlt. Der Name des Bildhauers der Orgelmadonna auf der Langhausorgel des Freiburger Münsters „ist nicht genannt, aber man ersieht aus der Stilverwandtschaft mit der Muttergottes im Lochereraltar Meister Sixt als Schnitzer. Doch enthält diese schöne, sinnende Mariengestalt neue Züge gegenüber dem früheren Werk; sie ist reicher von Falten umspielt und zugleich herb und schlicht“.[15]

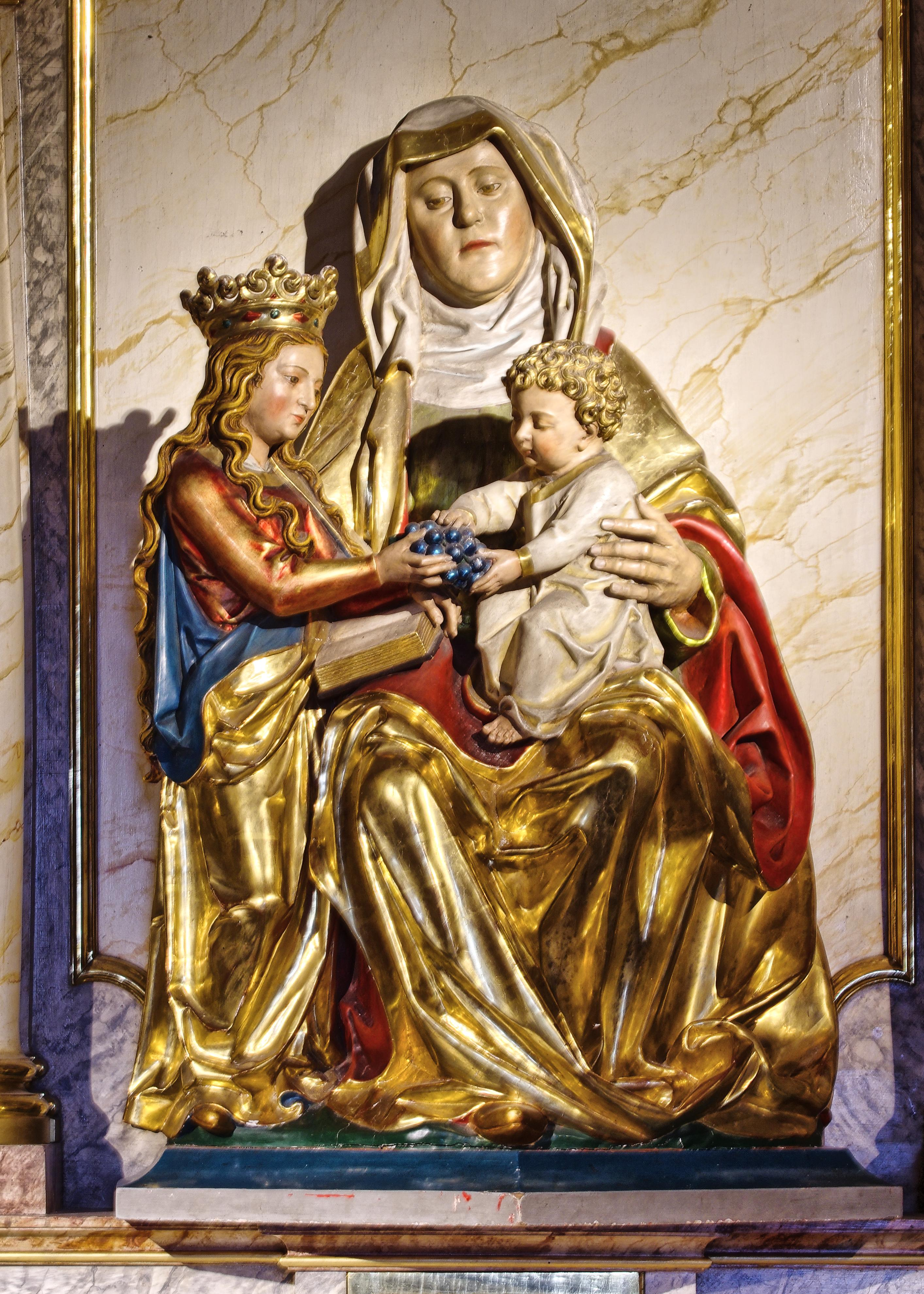
Die Stadtpatronin Anna

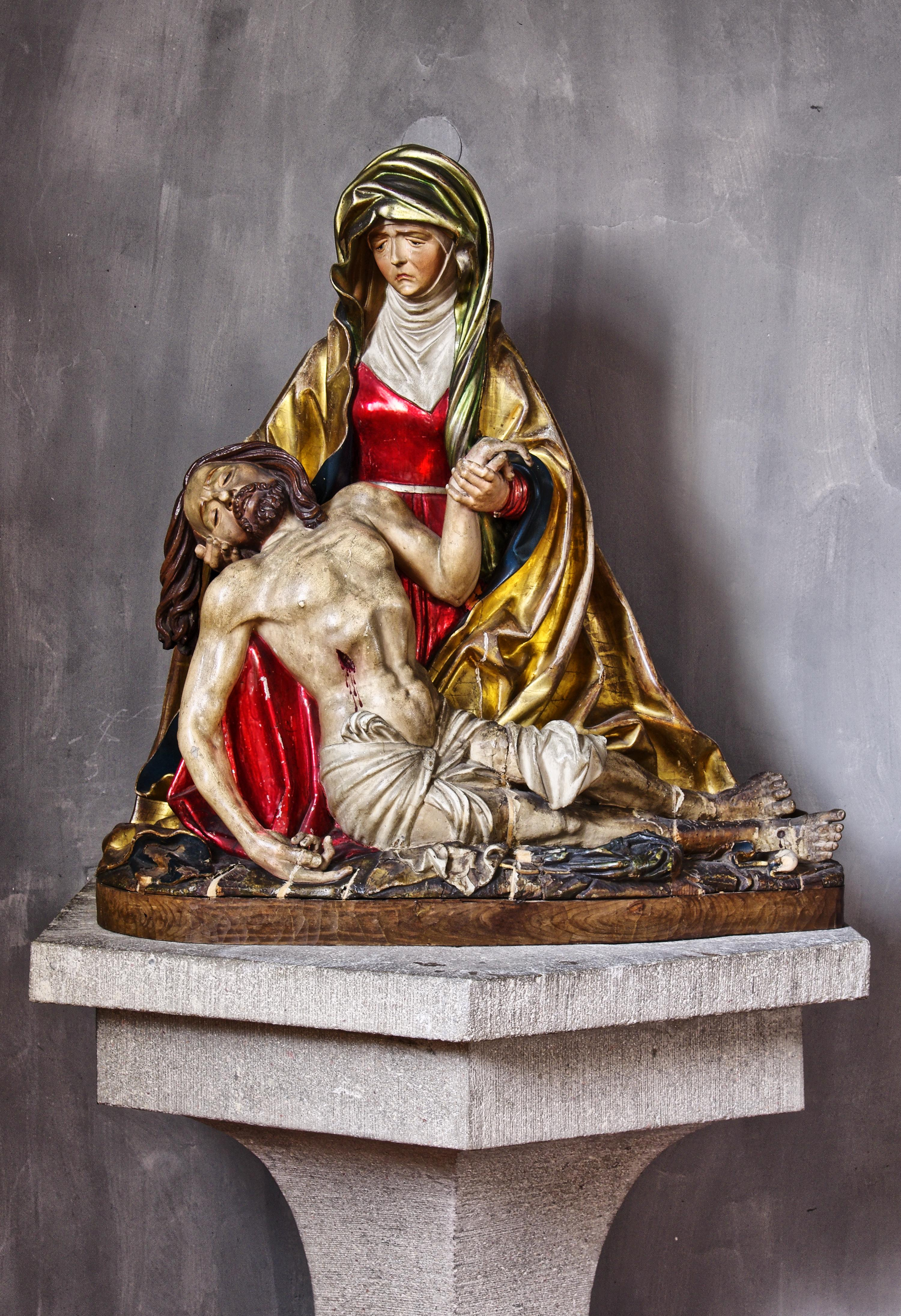
Marienklage

### Zugeschriebene Werke in Staufen
Sixt war in Staufen ansässig. Es wäre deshalb fast überraschend, wenn in der dortigen Martinskirche keine Werke von ihm zu finden wären. Zudem fällt auf, „dass der Bildhauer zwischen 1518 und 1522 nicht für das Freiburger Münster gearbeitet hat, als gerade die neue Stadtkirche Staufens eingeweiht worden war und dort für den heimischen Meister Arbeiten zur Ausstattung angefallen sein konnten“. Allerdings muss berücksichtigt werden, dass bei einem großen Stadt- und Kirchenbrand 1690 nicht nur die Pfarrakten, sondern auch manche Kunstwerke zerstört wurden.
- Die Anna aus einer Figurengruppe der Anna selbdritt stand auf dem Kirchenspeicher in einem Turmobergeschoss.[18] 1935 wurde sie hervorgeholt. „Die heilige Anna war ehemals sicher ein großartiges Bildwerk.“ Allerdings „fehlten ihr Maria und das Kind, die augenscheinlich angesetzt und nicht aus dem gleichen Lindenstamm geschnitzt waren. Man ließ die Figur der Stadtpatronin vom Bildhauer Fridolin Dettlinger[19] in Freiburg ergänzen und neu bemalen. Dabei ging viel vom herben Charakter der großzügigen Gestalt verloren, sodass die Hand des Schnitzers Sixt nicht mehr recht sichtbar ist; dennoch verraten die feinen schwungvollen Falten die Hand eines guten Meisters. Anna ist als Bürgersfrau der Dürerzeit gekleidet, ihre Tracht und die mächtigen Körperformen lassen ihre Entstehung um 1516 zur Zeit der Vollendung des neuen spätgotischen Kirchenbaues vermuten“.[20] Diese Statue „gilt noch am ehesten als ein Werk des genialen Sixt“.[21]
- Die Gruppe der Pietà wird in Staufen „Marienklage“ genannt. „Auch die Gruppe der Marienklage ist durch neue Bemalung entstellt, deren dicker Kreidegrund die Feinheiten der Schnitzerei verdeckt. Die schlanke Maria hält kniend den halbaufgerichteten, muskulösen Körper des Sohnes vor sich und stützt das herabsinkende Haupt mit ihrer Rechten. Ihr feines, schmerzvolles Antlitz und der zierliche Körper sind umschlossen von Halstuch und Mantel, dessen Falten in markanten Zügen die Glieder umkreisen und sich auf dem Boden stauen. Diese zügigen Parallelfalten und gewellten Säume sind auch an anderen Werken Meister Sixts zu finden, etwa am Lochereraltar; nur scheint die Beweinung früher entstanden zu sein“.[22]
- Ein Kruzifix aus Föhrenholz, das aus privater Hand wiedererworben wurde, befindet sich in der St. Annakapelle im Turm der Kirche. Es ist „– wenn überhaupt von ihm geschnitzt – ein Werk aus der Frühzeit des Meisters. Das stille, männliche Antlitz des Heilands spricht uns ohne Pathos an, es ist voll Schmerz und Geduld. Der Körper ist untersetzt, und fast naturgetreu sind Brustkorb und Sehnen ausgebildet. Ein knitteriges Lendentuch umschließt mit wehenden Zipfeln die schlanken Hüften. Brettartig flach geschnitzt und im Einzelnen etwas trocken, denkt man bei der gutgegliederten Gestalt eher an eine Werkstattarbeit, die Meister Sixt vielleicht nicht selbst gemacht hat“.[23]
- Im Kreuzrippengewölbe der Kirche befinden sich vier Schlusssteine mit dem Wappen der Freiherrn von Staufen, Johannes dem Täufer, St. Anna und St. Martin. „Man vermutet, dass diese Reliefbilder von dem bekannten Staufener Bildhauer Sixt gefertigt wurden“[24]. „Es ist doch eigentlich anzunehmen, dass man ihn dafür heranzog“.[25]

## Trivia
- In Staufen ist die Sixtgasse am Fuß des Schlossbergs nach Sixt benannt.
- Von Hermann Ays stammt ein künstlerisch sehr freies Theaterstück „Sixt von Stoufen“, das 1937 erstmals aufgeführt und 1948 nochmals aufgenommen wurde. Seit 2007 ist es bei „Stages“, der jährlichen Staufener Zeitreise in die Stadtgeschichte, in freier Bearbeitung regelmäßig wiederbelebt worden.[26]